# NGC 83
NGC 83 é uma galáxia elíptica (E) localizada na direcção da constelação de Andromeda. Possui uma declinação de +22° 26' 03" e uma ascensão recta de 0 horas, 21 minutos e 22,6 segundos.
A galáxia NGC 83 foi descoberta em 17 de Agosto de 1828 por John Herschel.